# كيلفن دروجمير
كيلفن كي دروجميرKelvin Kay Droegemeier ( 23 23سبتمبر 1958) هو باحث وعالم أمريكي متخصص في الأرصاد الجوية ، ويعمل حاليًا كمدير لمكتب البيت الأبيض لسياسات العلوم والتكنولوجيا . يشتهر دروجيمير بأبحاثه في التنبؤ بتطور أحداث الطقس القاسية، وشغل سابقًا منصب وزير العلوم والتكنولوجيا في أوكلاهوما ونائب الرئيس للبحوث في جامعة أوكلاهوما .

## المناصب الأكاديمية
ولد دروجمير في 23 سبتمبر 1958 في إلسورث، كانساس . حصل على بكالوريوس الأرصاد الجوية من جامعة أوكلاهوما عام 1980. ثم تابع دراساته العليا في علوم الغلاف الجوي في جامعة إلينوي في أوربانا شامبين، وحصل على درجة الماجستير في عام 1982 والدكتوراه. في عام 1985.  في عام 1985 انضم إلى هيئة التدريس في جامعة أوكلاهوما.  
ركز دروجمير في البحث الأكاديمي على الظواهر الجوية الشديدة . في التسعينيات، اشتهر بالبحث في المحاكاة الحاسوبية لتطور العواصف الرعدية، بالاعتماد على التطورات في كل من الرادار وتكنولوجيا الحاسوب.  
وقد شارك في تأسيس مركزين لمؤسسة العلوم الوطنية : مركز التحليل والتنبؤ بالعواصف في عام 1989 ، ومركز الأبحاث الهندسية للاستشعار التعاوني التكيفي للغلاف الجوي في عام 2003.   كما أسس وأدار معهد ساساكي (وهو منظمة غير ربحية لم تعد موجودة الآن)  في جامعة أوكلاهوما. في عام 2000 أسس شركة متخصصة بعلم تكنولوجيا الطقس weather technology. وأصبح نائب الرئيس للأبحاث في جامعة أوكلاهوما في عام 2009 ،  وشغل هذا المنصب حتى أغسطس 2018. 

## التعيينات السياسية
خدم دروجمير في المجلس القومي للعلوم لمدة 12 عامًا خلال إدارتي جورج دبليو بوش وأوباما  بدءًا من عام 2004 ،  بما في ذلك منصب نائب الرئيس خلال الفترة 2012-2016.  عُيَّنَ سكرتيرًا للعلوم والتكنولوجيا في أوكلاهوما في مارس 2017. 
في أغسطس 2018 ، رُشِّحَ كلفن دروجمير لمنصب مدير مكتب سياسة العلوم والتكنولوجيا (OSTP). كان المنصب شاغرا منذ يناير 2017. لوحظ لكونه داعمًا قويًا للبحوث الممولة اتحاديًا   سيكون أول مدير مكتب سياسة العلوم والتكنولوجيا من خلفية علمية و ليس فيزيائيًا. كانت ردود الفعل تجاه الترشيح من المجتمع العلمي إيجابية بشكل عام.  وصف جون هولدرين مدير OSTP السابق الترشيح بأنه «خيار قوي» وأعرب المدير التنفيذي للجمعية الأمريكية لتقدم العلوم وعضو الكونجرس الديمقراطي السابق راش هولت عن موافقته على الترشيح.  في 5 سبتمبر 2018 ، صوتت لجنة مجلس الشيوخ للتجارة والعلوم والنقل بالإجماع على الموافقة على ترشيحه.  أُكِّدَ الترشيح من قبل مجلس الشيوخ في 2 يناير 2019، وفي اليوم الأخير من الكونغرس الأمريكي الـ 115 .   أدى اليمين رسميًا في 11 يناير 2019 ، ثم رسميًا من قبل نائب الرئيس مايك بنس في 11 فبراير 2019. 
في 1 مارس 2020 ، أعلن نائب الرئيس بنس ووزير الصحة والخدمات الإنسانية أليكس عازار عن إضافة دروجمير إلى فرقة العمل المعنية بفيروس كورونا في البيت الأبيض .  اعتبارًا من 31 مارس 2020 ، عُيَّنَ مديرًا بالإنابة للمؤسسة الوطنية للعلوم بعد انتهاء ولاية France A. Córdova .  